# Berneray
Berneray (gael nyelven Beàrnaraidh; jelentése az óészaki változatból: Bjorn szigete) sziget a Harris és  North Uist közötti, Sound of Harris nevű csatornában, Skóciában. Egyike a Külső-Hebridák tizenöt lakott szigetének. Gazdag és változatos történelméről ismert, mely számos látogatót vonz.
Területe 10,1 négyzetkilométer, legmagasabb pontjai pedig Beinn Shleibhe (Moor Hill) (93 m) és Borve Hill (85 m). Nagyon komoly bizonyítékok vannak arra nézve, hogy Berneray egyes helyei már a bronzkorban, vagy valószínűleg már azt megelőzően is lakottak voltak. A szigeten számtalan ősi szent hely, kőkör, a viking népességre utaló jel és több száz éves történelmi épület található.

## Lakosság
A Külső-Hebridák egyéb szigeteivel összhangban, a 19. és a 20. század során a népesség folyamatosan csökkent. Az utóbbi néhány évben azonban fokozatos növekedés tapasztalható. 2006. október 20-án Berneray lakossága 130 fő volt.
A legtöbb ember beszéli a skót gael nyelvet, sokuknak ez az elsődleges nyelve. Berneray arról ismert, hogy itt született Angus MacAskill, a 19. századi óriás, de sokan emlegetik dünékkel határolt homokos tengerpartjait is. A nagyjából öt kilométer hosszú nyugati part, melynek homokja tiszta és többnyire kihalt, széles körben ismert.

## Gazdaság
A helyi gazdaság meghatározója a halászat, a mezőgazdaság (főleg kisméretű magángazdaságok révén), az információ-technika és a turizmus.
Berneray legfontosabb jellemzője az úgynevezett machair. A machair a tengerpart menti sík terület, melynek legfőbb alkotója a szélfútta kagylós homok. A hagyományos gazdálkodási gyakorlat a nyári termelés, mely a hínárt, valamint a télen itt legeltetett állatok ürülékét egyfajta természetes trágyaként használja,  amely ráadásul megköti és stabilizálja is a talajt. A machair-t vetésforgóban művelik, a tájon egymást váltják a szántók és a rengeteg vadvirággal ékesített parlagföldek. A gondos művelésnek – és a nyulak hiányának – betudhatóan Berneray termőföldje különösen kiváló.

## Természet

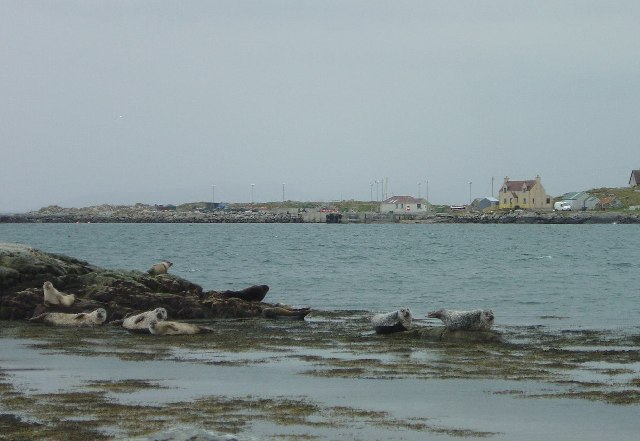
Kúpos fókák a Bay's Loch-i fókafigyelő pontnál

A földművelés módja kedvez  Berneray élővilágának. Kora nyári estéken néha hallhatjuk a sárszalonka „dobolását”, esetleg még a haris „reszelését” is. Néma hattyúk láthatók a Loch Brusda vizén, a nyári lúd pedig teljesen közönséges látvány. Télen csatlakoznak hozzájuk az apácaludak, valamint néhány örvös lúd is. Hollók és ölyvek ugyancsak sűrűn fordulnak elő. Ritkább látvány a szirti sas és a rétihéja, többnyire csak télen figyelhetjük meg őket. A parton gázlómadarakkal találkozhatunk, cankókkal, fenyérfutókkal, kőforgatókkal, csigaforgatókkal, havasi partfutókkal, pólingokkal, kis pólingokkal, parti lilékkel és szürke gémekkel.
Távolabb, a berneray-i partok körül tőkés réces, pehelyréce, örvös bukó a gyakori, ritkábban sarki búvár és jeges búvár is előfordul. Kárókatona és nagy kárókatona egész évben halászik a tengerben, nyaranta pedig a szulák búvárkodását is megfigyelhetjük. Bay' s Loch szikláinál gyakran gyülekeznek apály idején a borjúfókák. Ezekben az állatokban a postahivataltól nem messze lévő parkolóból, vagy egy öbölbeli csónaktúrát téve gyönyörködhetünk. Kúpos fókák – melyek nagyobbak és hosszú, „római” orrukról különböztethetők meg – néha ugyancsak szemünk elé kerülhetnek, azonban ezek gyakoribbak a nyugati parttól távolabb.  Bár Berneray vidrái gyakrabban bújnak elő nap közben, mint szárazföldi társaik, de ravaszak és óvatosak, így türelem és szerencse is szükséges a megpillantásukhoz.

## A médiában
Berneray-t meglehetősen komoly médiafigyelem veszi körül. 1981-ben sugározta, majd 1991-ben ismételte meg a Grampian TV a Shepherds of Berneray (Bernery pásztorai) című dokumentumfilmet. 2007-ben jelent meg egy The Old New Year – a living tradition on the Isle of Berneray (A régi Újév – élő hagyományok Berneray szigetén) című DVD a sziget „Oidhche Challuinn” nevű újévi ünnepségéről.

## Töltésút
Vélhetően napjaink legnagyobb változását a Berneray és a North Uist-i Otternish közötti töltésút 1999-es átadása jelentette. Ez nagyban egyszerűsítette a szigeten kívülre való utazást, felgyorsította a termékek (főleg rák és homár) szállítását. Az útba átereszeket építettek, amelyek lehetővé teszik a vidrák és halak vándorlását az út egyik oldaláról a másikra. 2006 januárjában a széles sávú internet-hozzáférés is megoldódott, ami újabb lehetőségeket tár úgy a meglévő lakosság, mint azok elé, akik a szigeten való letelepedés iránt érdeklődnek.

## Fordítás
Ez a szócikk részben vagy egészben  a   Berneray, North Uist című angol Wikipédia-szócikk ezen változatának fordításán alapul.  Az eredeti cikk szerkesztőit annak laptörténete sorolja fel. Ez a jelzés csupán a megfogalmazás eredetét és a szerzői jogokat jelzi, nem szolgál a cikkben szereplő információk forrásmegjelöléseként.